# シンシア (医療機器メーカー)
株式会社シンシアは東京都文京区に本社を置くコンタクトレンズメーカーである。2008年9月設立。資本金2億889万円。社名のシンシア（Sincere）は英語の「誠実な・偽りのない」の意。

## 会社概要
コンタクトレンズ専門メーカー。
スローガンは「瞳に誠実に」
製造協力工場を海外に置き、スピンキャスト製法、キャストモールド製法など最新の技術により、有効性、安全性の高いソフトコンタクトレンズを製造・販売している。
OEMメーカーとしてナチュラリなど多数のカラーコンタクトレンズメーカーの製造もしている。
2021年11月22日付で、小田急電鉄からジェネリックコーポレーション全株式を取得し、ジェネリックコーポレーションを完全子会社化した。
2025年3月31日付で、子会社であるカラコンワークスが、フリューからラーコンタクトレンズ通販サイトである「Mew contact」事業を譲受する予定。

## CM
- L-CON 1DAY　蒼あんな・れいな（2012年 - ）
- ナチュラリ（NATURALI) 佐野ひなこ、鈴木えみ (2013年 -)、玉城ティナ (2017年 - )